# Umetnostno drsanje na Zimskih olimpijskih igrah 1988
Umetnostno drsanje na Zimskih olimpijskih igrah 1988.

## Dobitniki medalj
| Tekma        | Zlato                                  | Srebro                               | Bron                          |
| Moški        | Brian Boitano                          | Brian Orser                          | Viktor Petrenko               |
| Ženske       | Katarina Witt                          | Elizabeth Manley                     | Debi Thomas                   |
| Športni pari | Jekaterina Gordejeva in Sergej Grinkov | Jelena Valova in Oleg Vasiljev       | Jill Watson in Peter Oppegard |
| Plesni pari  | Natalija Bestemjanova in Andrej Bukin  | Marina Klimova in Sergej Ponomarenko | Tracy Wilson in Robert McCall |